# Tony Hinkle
Pour les articles homonymes, voir Hinkle.
Paul D. « Tony » Hinkle, né le 19 décembre 1899 à Logansport, dans l'Indiana et mort le 22 septembre 1992, est un joueur, puis entraîneur de basket-ball, de football américain et de baseball et un directeur sportif américain. 

## Biographie
Tony Hinkle est joueur de basket-ball, de football américain et de baseball des Maroons de Chicago de 1918 à 1921. Il est entraîneur de l'équipe de basket-ball des Bulldogs de Butler de 1926 à 1942, puis de 1945 à 1970, de celle de football américain en 1926, de 1935 à 1941 et de 1946 à 1969, ainsi que de l'équipe de baseball de 1921 à 1928, puis de 1933 à 1941 et de 1946 à 1970. Il est directeur sportif des Bulldogs de 1926 à 1992. La salle de basket-ball des Bulldogs, la Hinkle Fieldhouse, porte son nom. Il développe le ballon de basket-ball de couleur orange afin de créer une balle plus visible des joueurs et des spectateurs, encore utilisée aujourd'hui.

## Palmarès
Basket-ball
- Vainqueur de la Missouri Valley Conference 1933, 1934
- Vainqueur de la Mid-American Conference 1947
- Vainqueur de l'Indiana Collegiate Conference 1952, 1953, 1954, 1959, 1961, 1962, 1970

Football américain
- Vainqueur de l'Indiana Intercollegiate Conference 1935, 1936, 1937, 1938, 1939, 1940, 1946, 1947
- Vainqueur de la Heartland Collegiate 1952, 1953, 1958, 1959, 1960, 1961, 1962, 1963, 1964